# Cibonatoren
De Cibonatoren (Cibonin toranj) in het centrum van de Kroatische hoofdstad Zagreb maakt deel uit van het Cibona sport- en zakencentrum en werd gebouwd voor de Universiade in 1987. Het gebouw is 92 meter hoog (105 meter met antenne) en telt 25 verdiepingen. De toren wordt gebruikt als kantoorruimtes, de huidige eigenaar is Agrokor, het grootse voedselbedrijf in Kroatië.

## Technische informatie
De Cibonatoren is 92 meter hoog en telt 25 verdiepingen. Wanneer de antenne boven op het gebouw wordt meegeteld is het gebouw 105 meter hoog. De wolkenkrabber is de op 4 na hoogste toren van Kroatië. Als de antenne meegeteld wordt is het de op een na grootste. Het gebouw is cilindervormig en heeft een diameter van 25 meter en een oppervlakte van 123 meter. De diameter verminderd 4 keer. De eerste keer op de 21ste verdieping en vervolgens vermindert de diameter op respectievelijk de 23ste, 24ste en 25ste verdieping. Het gebouw is zo gebouwd, dat het een zware aardbeving van 7 op de schaal van Richter en een klein vliegtuig dat in het gebouw stort aankan.

## Galerij

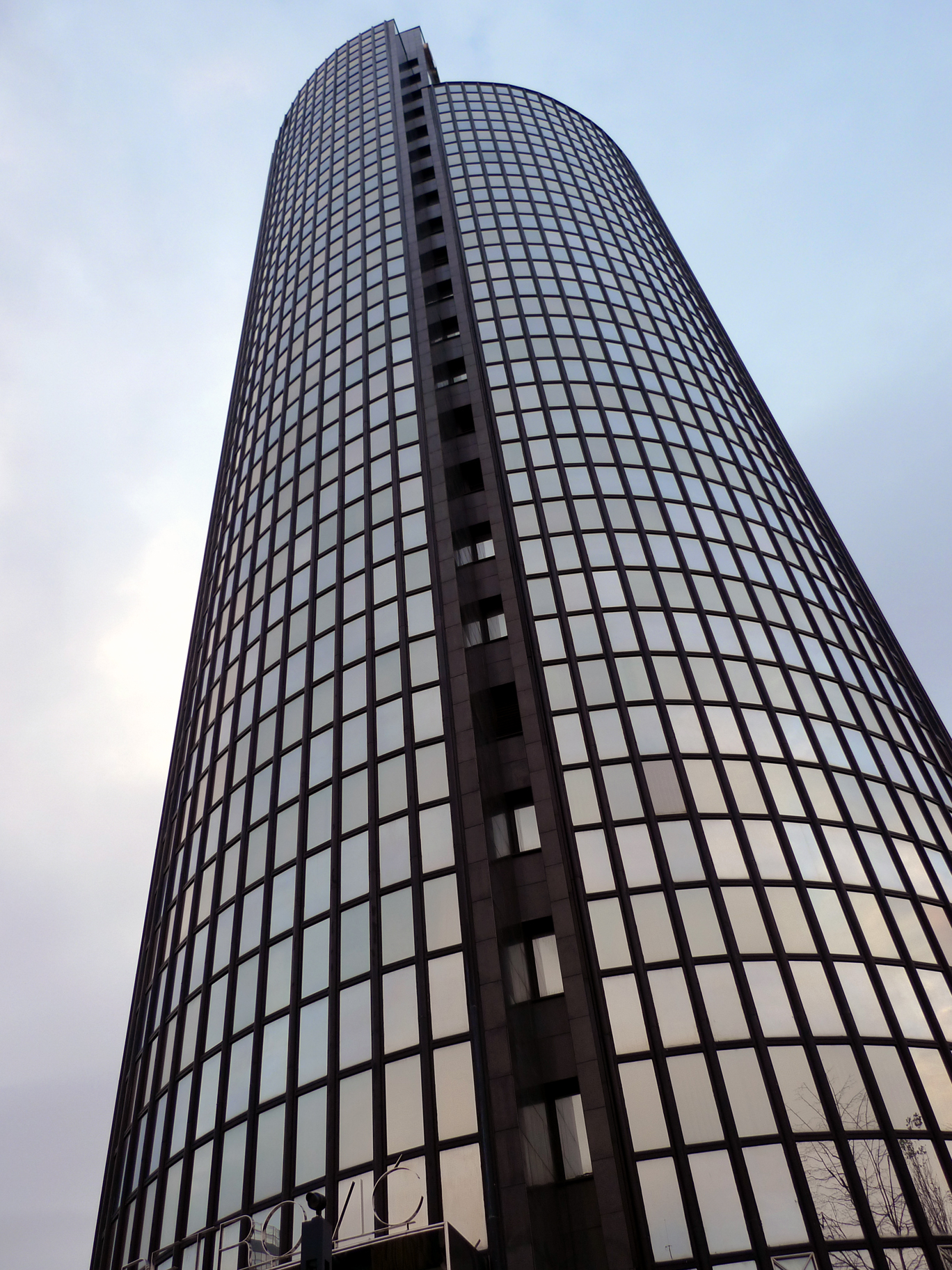
Cibonatoren gezien van beneden
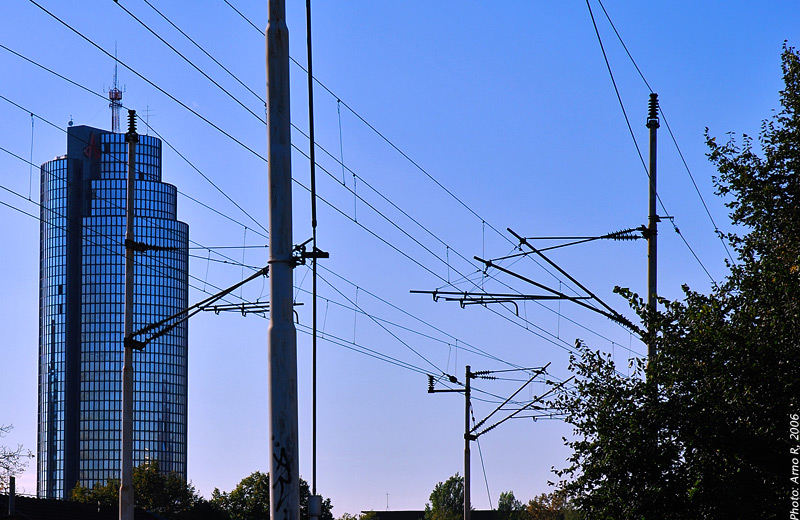
De toren van een afstand